# Keluarga 69

Keluarga 69 (Famille 69) est un classique malais du genre comédie et familial réalisé par P. Ramlee en 1967. Ce film a été produit en noir et blanc.

## Synopsis
Ce film raconte l’histoire de la rencontre entre deux familles, celle de Bakar et celle d’Abu Samah, unies de manière inattendue par les mariages entre leurs membres.
Après son divorce, Abu emmène sa fille Aminah chez son frère Saidin et sa belle-sœur Timah, tandis qu'il cherche du travail. Bakar expulse son fils Osman pour son comportement irresponsable. Osman, après plusieurs mésaventures, devient chanteur à Ipoh, où il rencontre Siti Mariam. Après plusieurs péripéties et un malentendu amoureux avec Faridah, Osman épouse finalement Siti Mariam et devient chanteur pour une maison de disques.
Abu trouve un emploi chez Orang Kaya Bakar. En découvrant qu'Aminah est la fille d'Abu, Bakar la demande en mariage. La situation devient compliquée lorsque Osman, revenu chez son père avec Siti Mariam, découvre qu'Aminah est sa belle-mère. La confusion augmente avec l’arrivée de l’ex-femme d’Abu, Siti Noraini, désormais mariée à Bakar. Les deux familles se retrouvent mêlées de manière inextricable, rendant leurs relations familiales très compliquées.

## Fiche technique
- Titre : Keluarga 69
- Réalisation : P. Ramlee
- Scénario : P. Ramlee
- Pays d’origine :  Malaisie
- Langue : malais
- Format : Noir et blanc
- Date de sortie : 1967